# Список объектов, названных в честь Михаила Ломоносова
Объекты физической географии, названные в честь Михаила Васильевича Ломоносова — совокупность объектов физической географии, названных в честь М. В. Ломоносова.

## Горы и другие географические объекты
- хребет Ломоносова на северо-западном побережье Северного острова Новой Земли (открыт Г. Я. Седовым, 1913)
- гора Ломоносова на Новой Земле, открыта в 1931 г. экспедицией Арктического научно-исследовательского института
- плато Ломоносова в Гренландии (открыто в 1930-х годах смешанной шведско-советской экспедицией)
- горы Ломоносова на острове Эдж архипелага Шпицберген, открыт экспедицией Института океанографии АН СССР в 1932—1939 гг.
- ледник Ломоносова на Шпицбергене, открыт экспедицией Института океанографии АН СССР в 1932—1939 гг.
- гора Ломоносова (вулкан) на о. Парамушир[1], название присвоено в 1946 году[2]
- две горы на южном Сахалине
- хребет Ломоносова (подводный) в центральной части Ледовитого океана, открыт в 1948 г.
- горы Ломоносова в Антарктиде, открыты в 1961 г. советской экспедицией
- гора Ломоносов (подводная) вблизи Азорских островов.

## Мысы и бухты
- мыс Ломоносова на западном берегу лимана Амура, открыт в 1849 г. Г. И. Невельским (первый географический объект, названный в честь Ломоносова)
- бухта Ломоносова на берегу Харитона Лаптева, название дано в 1940 г. советской гидрографической экспедицией на шхуне «Ломоносов»

## Прочее
- Течение Ломоносова в центральной части Атлантического океана, открыто в 1959 г. экспедицией Морского гидрофизического института АН УССР, работавшей на судне «Михаил Ломоносов»
- Полуостров Ломоносова на российском Дальнем Востоке
- Ломоносовфонна — ледник на Шпицбергене
- Ломоносов — ударный кратер на обратной стороне Луны
- Ломоносов —  ударный кратер среднего размера на Марсе.